# 米卡芬净
米卡芬净（INN：Micafungin），商品名米開民（Mycamine），是一种多烯類抗真菌药物，屬於 echinocandin類藥物。
米卡芬净本來是自然環境中真菌的生存競爭的防禦機制，其乃來自另一種真菌Coleophoma empetri F-11899的產物FR901379，經化學修飾而成。  。
本藥物用於治疗和预防侵袭性真菌感染，包括念珠菌血症、膿瘍和食道念珠菌病。本藥物可抑制真菌細胞壁的重要組成物β-1,3-葡聚糖的产生。米卡芬净乃經静脉注射。于2005年3月16日获得美国食品药品监督管理局（FDA）的最终批准，并于2008年4月25日在欧盟获得批准使用。

## 适应與作用機轉
念珠菌血症、急性瀰漫性念珠菌病、念珠菌腹膜炎、脓瘍和食道念珠菌病。自 2008 年 1 月 23 日起，米卡芬净也准許用于预防接受幹細胞移植患者的念珠菌感染。
米卡芬净對於 1,3-β-D-葡聚糖合酶的抑制作用是與農度相關的；結果可減少 1,3-β-D-葡聚糖的合成减少。1,3-β-D-葡聚糖對於念珠菌是必需的，占大多数念珠菌属的细胞壁成分的三分之一（但不存在於哺乳動物的細胞中），缺乏會導致渗透壓不稳定而使念珠菌细胞裂解。  

## 代謝
米卡芬净在肝臟經由被芳香基硫酸酯酶 (arylsulfatase) 代謝成 M-1 ( 兒茶酚 [catechol] 型 )，進一步被兒茶酚氧位甲基轉移酶( catechol-O-methyltransferase ) 代 謝成 M-2 ( 甲氧基 [methoxy] 型 )。M-5 是在細胞色素 P450同功酶催化下，由米卡芬净的側鏈 (ω-1 位置 ) 經羥基化作用所形成的。米卡芬净在活體內，被 CYP3A 羥基化並不是主要的代謝路徑，但給藥時仍應注意。 